# Större fnittertrast
Större fnittertrast (Ianthocincla maxima) är en asiatisk tätting, störst i familjen fnittertrastar.

## Utseende och läte
Större fnittertrast är som namnet avslöjar en mycket stor fnittertrast. Med en kroppslängd på 30,5-33,5 cm konkurrerar den med större babax om att vara störst i familjen. Karakteristiskt är brunsvart hjässa och nacke, kastanjefärgat ansikte, varmbeige undersida och vitfläckig ovansida. Den är gråaktig på manteln och halssidan, medan vingarna är mörkt kastanjebruna. Sången är en upprepad serie ljudliga, fylliga och behagliga visslingar.

## Utbredning och systematik
Fågeln förekommer i bergsområden från sydöstra Tibet till södra Kina (södra Gansu, västra Sichuan och nordvästra Yunnan). Den har tidigare behandlats som samma art som pärlfnittertrasten och dessa verkar hybridisera där de möts kring floden Subansiri i Indien och Tsangpodalen i sydöstra Xizang i Kina. Den behandlas som monotypisk, det vill säga att den inte delas in i några underarter.

### Släktestillhörighet
Större fnittertrast placeras traditionellt i det stora fnittertrastsläktet Garrulax, men tongivande Clements et al lyfter ut den och ett antal andra arter till släktet Ianthocincla efter DNA-studier. Senare studier bekräftar att Garrulax består av flera, äldre klader, varför denna linje följs här.

## Levnadssätt
Större fnittertrast hittas i öppna löv- och blandskog, men även i bambustånd, i bergstrakter på mellan 2135 och 4115 meters höjd. Den födosöker mestadels på marken, ofta med andra fnittertrastar, troligen på jakt efter ryggradslösa djur och visst vegetabiliskt material. Fågeln är svår att få syn på och rätt skygg. Arten är stannfågel.

### Häckning
Större fnittertrast häckar från maj till augusti. Den bygger ett grunt skålformat bo av småkvistar som placeras en till två meter ovan mark i bambu. Däri lägger den två ägg.

## Status och hot
Arten har ett stort utbredningsområde och en stor population, men tros minska i antal på grund av habitatförstörelse och fragmentering, dock inte tillräckligt kraftigt för att den ska betraktas som hotad. Internationella naturvårdsunionen IUCN kategoriserar därför arten som livskraftig (LC). Världspopulationen har inte uppskattats men den beskrivs lokalt vanlig.